# Agriculture en Colombie

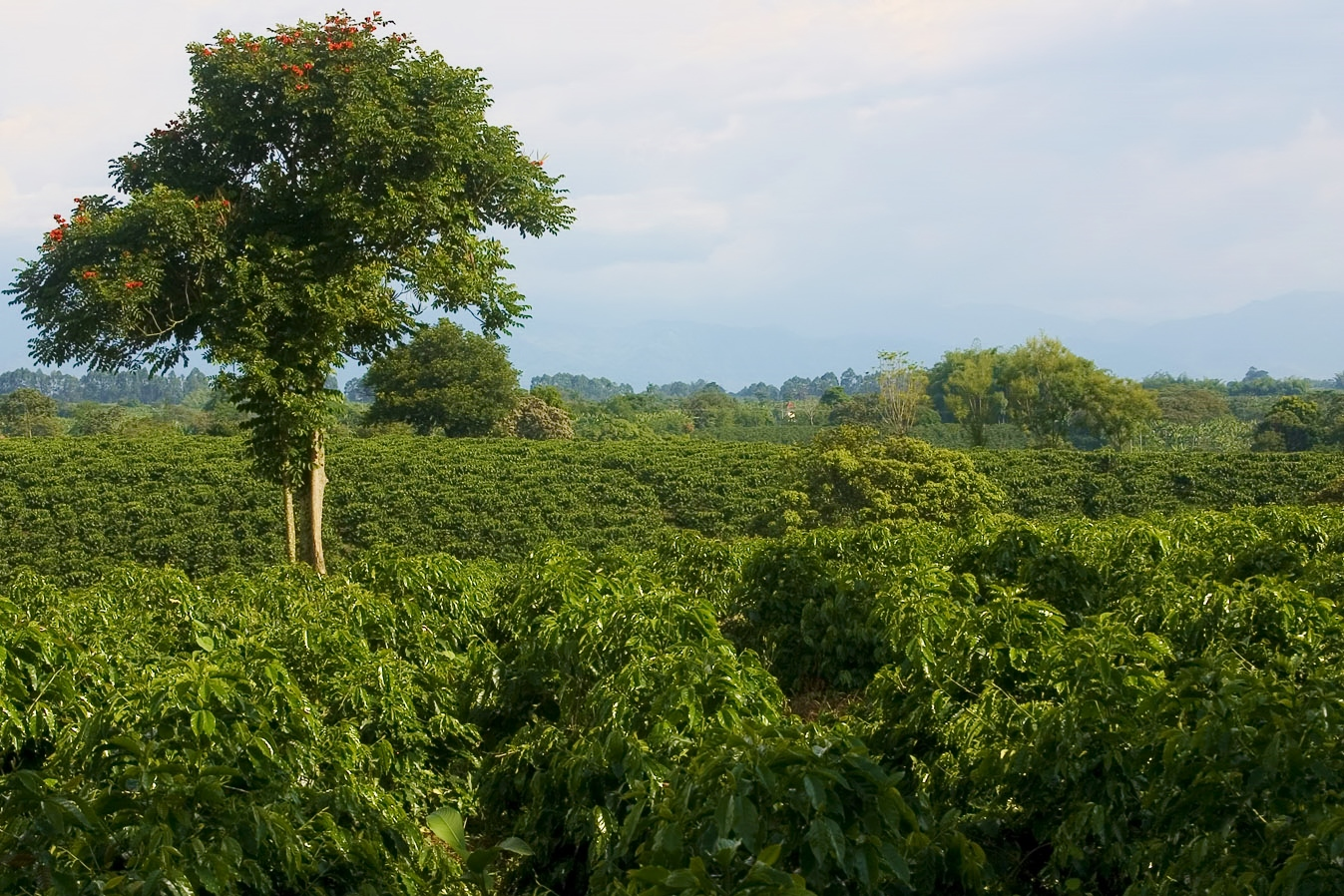
Plantation de café colombien à Quindío.

L’agriculture en Colombie se rapporte à toutes les activités agricoles en Colombie. La population de la Colombie résulte d'un métissage de populations indigènes, européennes et d'esclaves africains durant l'époque coloniale. Le processus d'industrialisation arrivé relativement tard en comparaison des autres nations sud-américaines et le long conflit social interne qui a marqué l'histoire du pays depuis son indépendance de l'Espagne en 1810 affectent sa production agricole.

## Histoire de l'agriculture en Colombie

### Agriculture précolombienne

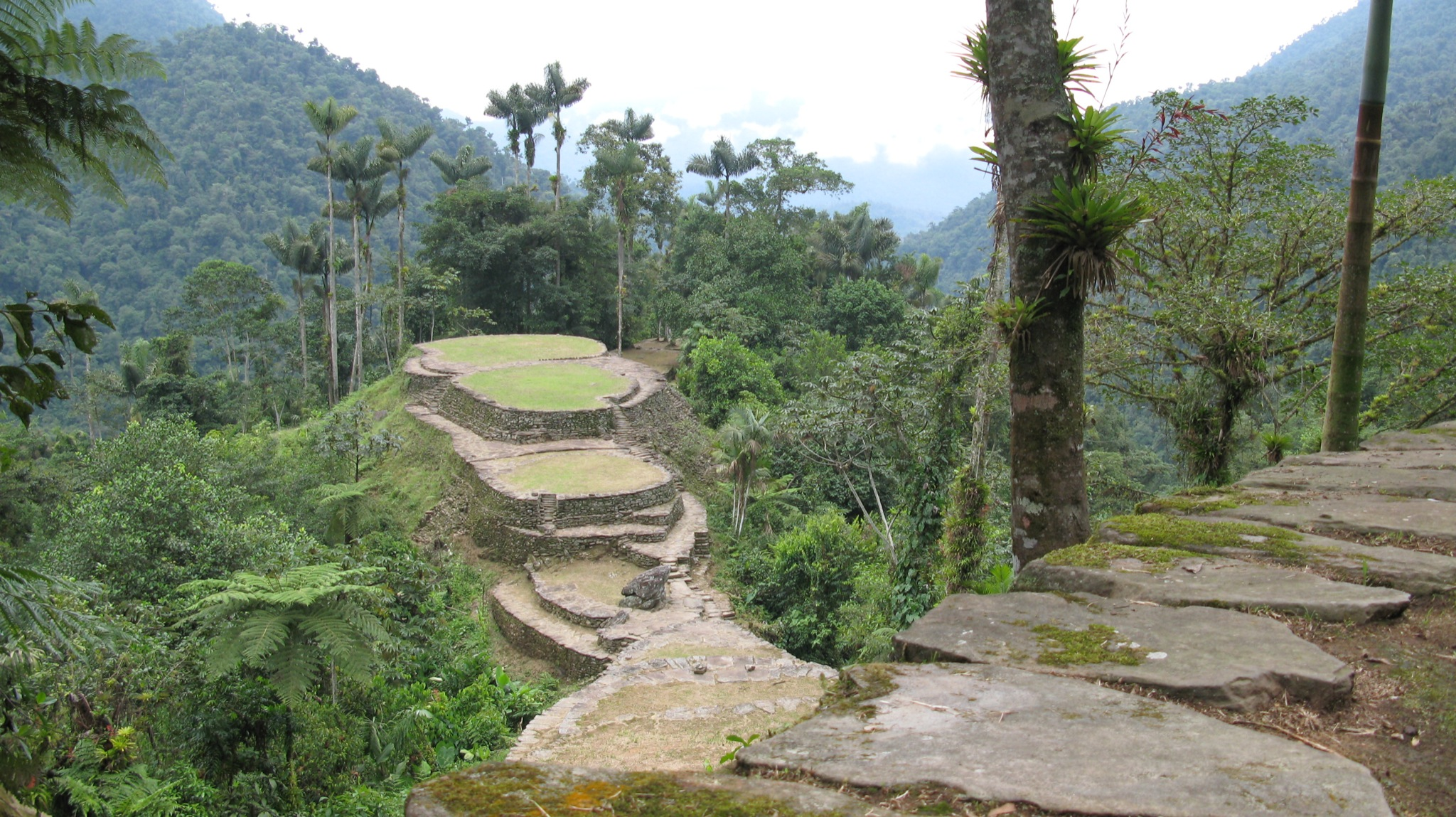
Vestiges à Ciudad Perdida. La culture des Tayronas a développé des techniques de culture en terrasses avant l'arrivée des espagnols.

Les peuples indigènes de Colombie furent les premiers à cultiver des plantes et élever des animaux pour produire de la nourriture. Ils ont développé des techniques pour cultiver de nombreuses variétés de plantes pour leurs besoins alimentaires, la construction d'habitations et la fabrication de divers ornements. La culture prédominante était le maïs et ils s'adaptèrent au climat et à la géographie locale en développant la culture en terrasses. Beaucoup d'autres plantes furent cultivées en Colombie. Ainsi, tomates, avocatiers, goyaviers, piments, manioc et opuntia furent produits en tant que ressources alimentaires d'appoint tandis que les arbres à caoutchouc et le coton étaient utilisés dans la fabrication de produits culturels tels que les balles de latex et les vêtements.
Les peuples indigènes étaient également d'habiles chasseurs et consommaient la faune locale, notamment cervidés, lapins, escargots, poissons et oiseaux. Ils cultivaient l'herbe pour le toit de leurs habitations, et la fibre de fique (en) pour tisser vêtements et artéfacts. Ils cultivèrent également la coca et le chanvre dans des buts cérémoniels et des fruits et légumes locaux comme le yuca et la pomme de terre.

### Conquête et colonisation espagnole

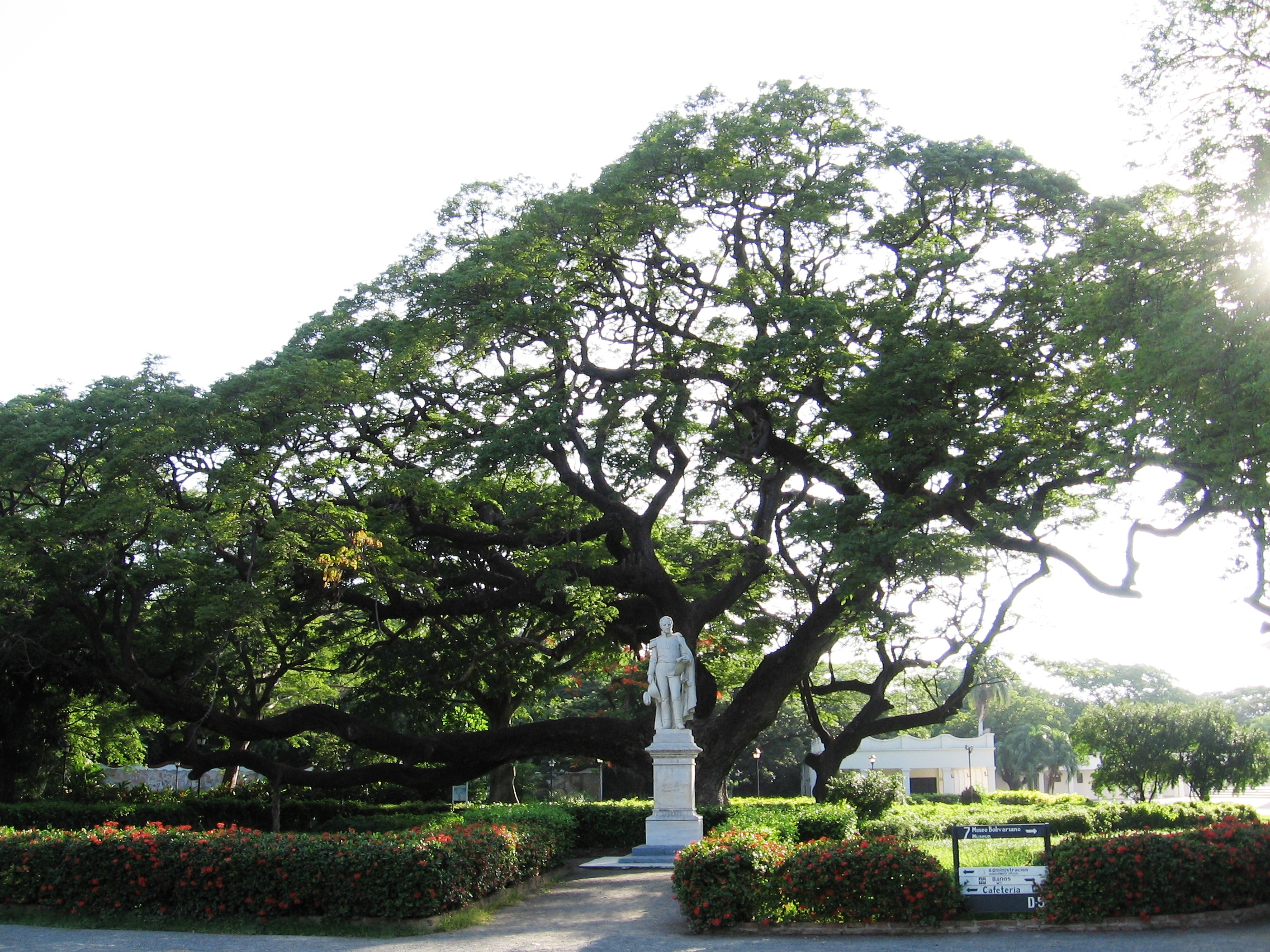
La Quinta de San Pedro Alejandrino était une des plus grandes Haciendas. Fondée au XVII, elle fut transformée en musée au XX.

Avec l'arrivée des espagnols, la plupart des plantations indigènes furent utilisées pour la consommation des conquistadors. Puis ils se tournèrent vers la violence, la domination et la soumission des peuples indigènes, les réduisant en esclavage dans le système de l'encomienda. Les indigènes furent également forcés de travailler pour le Mita au XVIe siècle et les nombreuses maladies apportées par les Espagnols combinées avec le travail forcé éliminèrent ou diminuèrent grandement la population indigène dans la plupart du pays,.
Les Espagnols ont introduit une grande variété d'espèces animales et végétales européennes en Colombie pour la production puis la commercialisation en Espagne, la monarchie espagnole ayant adopté un style de commerce mercantile. Les Espagnols introduisirent chevaux, vaches, chèvres et oiseaux, la plupart pour la consommation humaine et le commerce, et des plantes agricoles (coton, café, canne à sucre, tabac, thé, sorgho, blé), avec le même but d'approvisionner seulement l'Espagne.
Au début du XVIIe siècle les métis contraignirent les Espagnols à interdire le travail forcé des indigènes et créèrent de nouvelles formes de contrats de travail. La terre acquit plus d'importance quand les Espagnols en comprirent les avantages en termes de productivité et de commerce et ils introduisirent la propriété privée, afin de posséder et de vendre la terre.
Du XVIIe au XIXe siècle, les Espagnols adoptèrent les systèmes de latifundiums (des haciendas telles que la Quinta de San Pedro Alejandrino) et de minifundios,. Les latifundios étaient de grandes étendues de terre possédées par un seul ou très peu de propriétaires, les travailleurs vivant dans l'hacienda uniquement pour la production de nourriture, tandis que les minifundios étaient de petites parcelles possédées et surexploitées par des paysans mestizos (métis). La population indigène fut forcée de quitter les zones rurales pour s'installer dans les centres urbains,.

### Indépendance
Après l'indépendance, les créoles de Colombie reçurent le soutien des États-Unis et d'autres pays pour commencer l'échange commercial libre avec d'autres pays selon les principes du libéralisme économique. Toutefois, socialement étranglée et politiquement engluée dans de nombreuses guerres civiles durant les XIXe et XXe siècles, la production agricole du pays demeura au même niveau que celui où la tutelle espagnole l'avait laissée.
Les propriétaires terriens exercent une influence prépondérante dans la vie politique des régions rurales. En 2011, un rapport du Programme des Nations unies pour le développement (PNUD) inique à cet égard : « La surreprésentation des propriétaires fonciers (notamment dans les départements les plus arriérés) et la sous-représentation des groupes sociaux non propriétaires de biens (classes subordonnées) empêchent les demandes et les aspirations des habitants ruraux les plus vulnérables d’être canalisées par le système politique et d’être prises en compte par ceux qui ont le pouvoir de décider des dépenses et des politiques publiques. »

## Agriculture moderne en Colombie

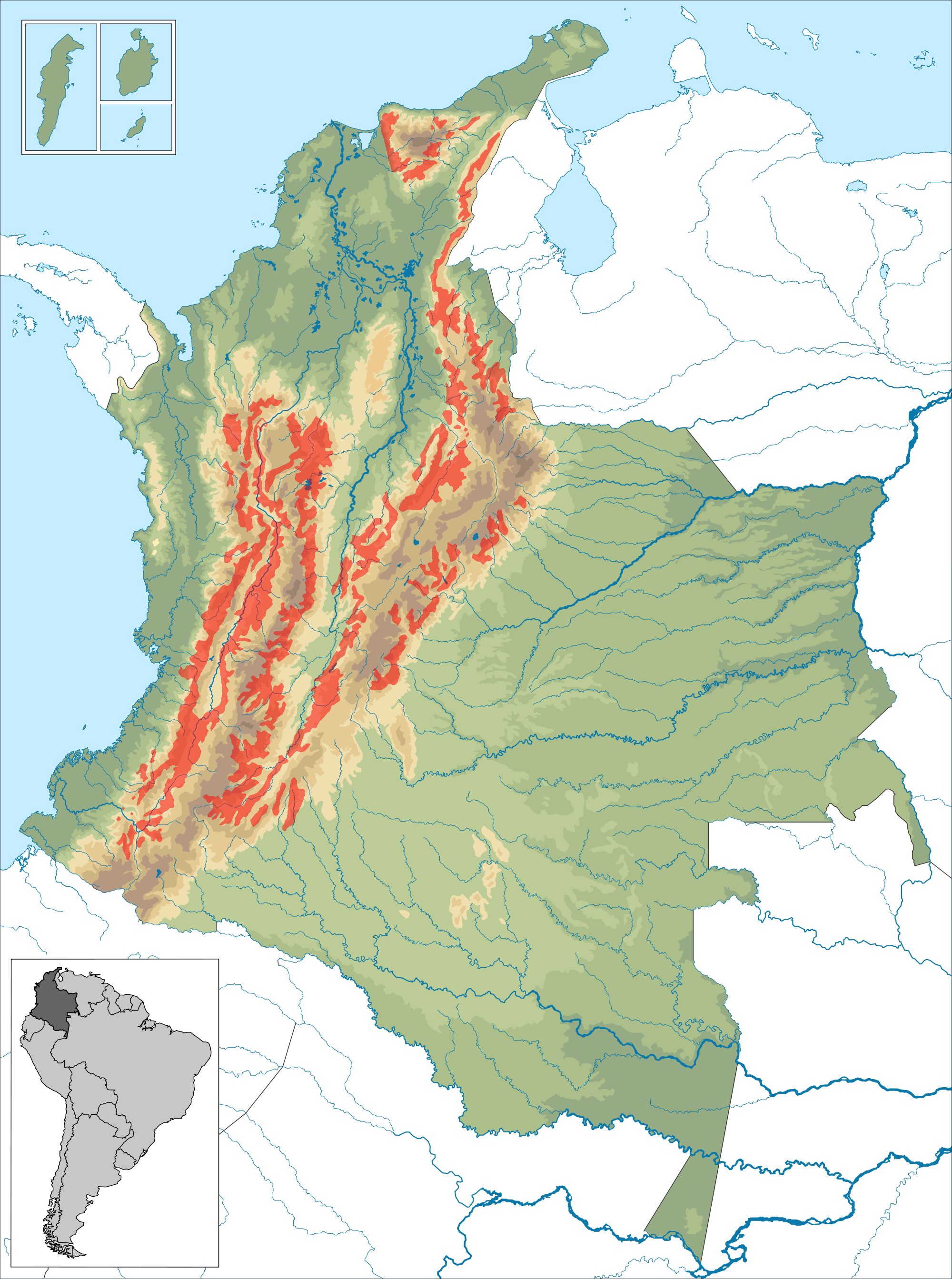
Zones de culture du café en Colombie.

Le climat de la Colombie permet une grande variété de cultures, qui dépendent de l'altitude.
De 0 à 1 000 mètres, les produits cultivés sont la banane, le coton, le sésame, le soja, le riz, le sorghum, le plátano (es), le manioc, le cacaoyer, le tabac, la noix de coco, la canne à sucre, le maïs, le caucho, le palmier à huile d'Afrique. mangue, la grenadille, le citron.
Entre 1 000 et 2 000 mètres les cultures courantes sont le café, le plátano (es), la canne à sucre, le haricot, le coton, l'orange et la papaye.
Entre 2 000 et 3 000 mètres se cultivent du blé, de l'orge, du seigle, de l'avena, du maïs, de la betterave, habichuela (es), des carottes, du chou cabus, de l'ail, de la laitue, de la pomme de terre créole, des prunes, des pêches, des mûres, curuba et des fleurs.
Dans les páramos, situés entre 3 000 et 4 500 mètres, on trouve de la pomme de terre créole et d'autres plantes potagères.
En Colombie, les politiques agricoles sont déterminées par le Ministère de l'agriculture et du développement rural.
En 2010, 13 % des propriétaires terriens détiennent 77 % des terres.
La Colombie est un des pays au monde à utiliser les plus fortes concentrations de pesticides.

## Production
La Colombie est l'un des 5 plus grands producteurs au monde de café, avocat et huile de palme, et l'un des 10 plus grands producteurs au monde de canne à sucre, banane, ananas et cacao.
La Colombie a produit, en 2018, 36,2 millions de tonnes de canne à sucre (7e producteur mondial), 5,8 millions de tonnes d'huile de palme (5e producteur mondial), 3,7 millions de tonnes de banane (11e producteur mondial) et 720 000 tonnes de café (4e producteur mondial, derrière le Brésil, le Vietnam et l'Indonésie). Bien que son voisin le Brésil soit le plus grand producteur de café au monde (3,5 millions de tonnes produites la même année), la publicité menée par le pays depuis des décennies suggère que le café colombien est de meilleure qualité, ce qui génère une plus grande valeur ajoutée pour le pays. La même année, la Colombie a produit 3,3 millions de tonnes de riz, 3,1 millions de tonnes de pommes de terre, 2,2 millions de tonnes de manioc, 1,3 million de tonnes de maïs, 900 000 tonnes d'ananas, 670 000 tonnes d'oignon, 527 000 tonnes de tomate, 419 000 tonnes d'igname , 338 000 tonnes de mangue, 326 000 tonnes d'avocat, en plus de petites productions d'autres produits agricoles tels que orange, mandarine, citron, papaye, haricot, carotte, noix de coco, pastèque etc. 

## Élevage
L'élevage représente une part importante de l'agriculture en Colombie. Sur 50 millions d'hectares disponibles, 39 millions d'hectares sont destinés à l'élevage contre 5 millions aux productions végétales. En 2023 le cheptel est de 30 millions de bovins, 10 millions de porcins, 215 millions de volailles,  1,8 million d'ovins, 1,1 million de caprins et 0,5 million de buffles. En 2019, 1 million de tonnes de viande et 7,3 millions de tonnes de lait ont été produits. Des pratiques d'élevage durable tendent à se développer en particulier l'élevage bovin régénératif, un système de production agroforestier qui prévient la déforestation et se veut être une réponse aux défis du changement climatique.